# Попівка (Білокуракинська селищна громада)
Попі́вка (МФА: [popiŭka] ( прослухати)) — село в Україні, у Білокуракинській селищній громаді Сватівського району Луганської області.
Площа села 96,2 га.

## Історія
Хутір засновано у XVIII сторіччі, статус села надано 1947 року. На цих землях мали наділи священики з Білокуракиного. 1949 року утворено Підсобне господарство Старобільського змішторгу хутора Попівка. 1952 року землі села увійшли до Білокуракинського держплодрозсадника, що 1956 року отримав назву Білокуркинський розсадниковий радгосп. 1965 року став Білокуракинським радгоспом. Беззмінним головою радгоспу до 1986 року був Заєць Семен Якимович.

## Населення
Населення становить 294 особи, 114 дворів.

## Вулиці
У селі існують наступні вулиці: Молодіжна, Центральна.

## Економіка
Основою економіки села за радянських часів були масиви плодово-ягідних садів, що прийшли в запустіння після реформування КСП 1997 року. На розпайованих землях господарює ВАТ «Білокуракинський».

## Транспорт
Село розташоване за 28 км від районного центру, з яким пов'язано асфальтованою дорогою, і за 12 км від залізничної станції Катран на лінії Валуйки — Кіндрашівська-Нова.

## Культура
У 1973 році було збудовано сільський клуб на 100 місць, працювала кіноапаратна. У 1982—1986 роках при клубі діяв ВІА. Відкрита початкова школа, бібліотека. Для сезонних працівників садів за радянської владу був збудований гуртожиток на 100 місць. 2004 року для людей похилого віку було створено клуб «Ветеран».

## Видатні особистості
- Заєць Семен Якимович — директор радгоспу Білокуракинський.
- Царьова Раїса Іванівна — мати-героїня, працівник Білокуракинської районної лікарні.